# Formiguer de Zeledón
El formiguer de Zeledón (Percnostola zeledoni) és una espècie d'ocell de la família dels tamnofílids (Thamnophilidae) que habita el sotabosc de la selva pluvial a les muntanyes des de Costa Rica, sud de Nicaragua i Panamà fins l'oest de l'Equador.